# Quất Động
Quất Động là một xã thuộc huyện Thường Tín, thành phố Hà Nội, Việt Nam.

## Thông tin địa lý
Xã Quất Động có diện tích: 4,83 km². Theo Tổng điều tra dân số năm 1999, xã Quất Động có dân số 6.228 người.
Đầu thế kỷ 19, làng Quất Động thuộc tổng Bình Lăng huyện Thượng Phúc phủ Thường Tín trấn Sơn Nam Thượng.
Địa giới hành chính: 
- Phía đông giáp các xã Chương Dương, Lê Lợi và Thắng Lợi.
- Phía nam giáp các xã Thắng Lợi và Dũng Tiến.
- Phía tây giáp xã Nguyễn Trãi.
- Phía bắc giáp xã Hà Hồi.

Xã Quất Động nằm trên trục đường Quốc lộ 1A.

## Kinh tế
Xã có làng nghề thêu truyền thống nổi tiếng khắp Việt Nam. Ngoài ra trên địa bàn xã có cụm công nghiệp Quất Động đang hoạt động hiệu quả.

## Giáo dục
Xã có truyền thống hiếu học từ xưa đến nay. Nhân dân trong xã luôn giữ gìn những nát đẹp văn hóa, làm rạng vẻ "Đất danh hương", góp phần tạo nên vùng đất mà sử gia Phan Huy Chú cho rằng "có tiếng văn học. Những người học trò giỏi, bề tôi hiền nối tiếp sinh ra".
Thời phong kiến, xã đã có 2 tiến sĩ: Phạm thế Hỗ và Trần Khái. 
Năm 1959, trường phổ thông cấp II được thành lập, gọi là trường Phổ thông cấp II Nông nghiệp, đặt tại Chợ đình Quất Động. Trường có 2 lớp 5, 2 lớp 6 và 2 lớp 7. Học sinh là con em trong xã và cả các xã lân cận. Trường Phổ thông cấp II Nông nghiệp được coi là trường Phổ thông cấp II khu vực.
Năm 1960, trường phổ thông cấp II Quất Động được thành lập.

## Đình Hướng Xá
Đình làng Hướng Xá là di tích lịch sử thờ vị tướng Đào Công Thắng có công giúp Đinh Bộ Lĩnh đánh dẹp 12 sứ quân. Đào Công Thắng là vị tướng văn võ toàn tài đã giúp nhà vua thống nhất đất nước Đại Cồ Việt, làm đến đại tướng bình 12 sứ quân và được phong làm đại vương lục quốc triệu lễ bộ công, lần thứ 8, thứ 9 của triều đình. Nhân dân nhớ công ơn người, đã lập đình thờ người và tôn là Thành Hoàng đô hộ Hùng kế Đống Binh Đại Vương. Ngày nay, đình Hướng Xá còn lưu giữ được 4 đạo sắc phong của các đời vua Lê Hiển Tông, Tự đức, Đồng Khánh, Duy Tân và một đạo sắc phong đã bị mục nát phần ghi niên hiệu. 